# Список послов СССР и России в Словакии
В статье представлен список послов СССР и России в Словакии.

## Хронология дипломатических отношений
- 14—16 декабря 1939 г. — установлены дипломатические отношения между СССР и Словакией на уровне посольств.
- 23 июня 1941 г. — дипломатические отношения прерваны Словакией.
- 1 января 1993 г. — установлены дипломатические отношения между Россией и Словакией.

## Список послов
| Срок полномочий                    | Посол                            | Годы жизни | Вручение верительных грамот | Комментарии                                          |
| ---------------------------------- | -------------------------------- | ---------- | --------------------------- | ---------------------------------------------------- |
| СССР                               |                                  |            |                             |                                                      |
| Январь 1940 — 23 июня 1941         | Георгий Максимович Пушкин        | 1909—1963  | 14 февраля 1940             | Полномочный представитель до 9 мая 1941, затем посол |
| Российская Федерация               |                                  |            |                             |                                                      |
| 3 июня 1993 — 13 августа 1996      | Сергей Владимирович Ястржембский | род. 1953  |                             |                                                      |
| 25 ноября 1996 — 11 сентября 1998  | Сергей Сергеевич Зотов           | род. 1942  |                             |                                                      |
| 11 сентября 1998 — 14 августа 2002 | Александр Георгиевич Аксенёнок   | род. 1942  |                             |                                                      |
| 14 августа 2002 — 9 апреля 2004    | Алексей Николаевич Бородавкин    | род. 1950  |                             |                                                      |
| 16 июня 2005 — 20 апреля 2010      | Александр Иванович Удальцов      | род. 1951  |                             |                                                      |
| 20 апреля 2010 — 10 сентября 2014  | Павел Маратович Кузнецов         | род. 1958  |                             |                                                      |
| 10 сентября 2014 — 23 октября 2020 | Алексей Леонидович Федотов       | род. 1949  |                             |                                                      |
| 23 октября 2020 — настоящее время  | Игорь Борисович Братчиков        | род. 1956  | 26 ноября 2020              |                                                      |